# ديفيد ليفين
ديفيد ليفين (بالإنجليزية: David Lewin)‏ هو عالم موسيقى أمريكي، ولد في 2 يوليو 1933 في نيويورك في الولايات المتحدة، وتوفي في 5 مايو 2003 في بوسطن في الولايات المتحدة.

## وصلات خارجية
- ديفيد ليفين على موقع ميوزك برينز (الإنجليزية)
- ديفيد ليفين على موقع ديسكوغز (الإنجليزية)